# Peter Higgs
Peter Ware Higgs (ur. 29 maja 1929 w Newcastle upon Tyne, zm. 8 kwietnia 2024 w Edynburgu) – brytyjski fizyk teoretyk. Laureat Nagrody Nobla w dziedzinie fizyki (2013), który w roku 1964 sformułował hipotezę dotyczącą istnienia w próżni pola („pole Higgsa”), dzięki któremu cząstki elementarne uzyskują masę. Hipoteza Higgsa umożliwiła Stevenowi Weinbergowi rozwinięcie modelu standardowego, a istnienie postulowanego bozonu – „cząstki Higgsa” – doświadczalnie potwierdzono w kwietniu 2013 roku.

## Życiorys
Peter Higgs urodził się w rodzinie angielsko-szkockiej. Swoją karierę naukową związał głównie z Uniwersytetem Edynburskim w Szkocji. Pierwsze stanowisko w tej placówce objął w 1954, a od 1960 był z nią (z małymi przerwami) związany na stałe. W latach 1980–1996 był profesorem fizyki teoretycznej. W roku 1996 przeszedł na emeryturę; od tego czasu był profesorem emerytowanym Uniwersytetu Edynburskiego.
W roku 1964 postulował istnienie cząstki, będącej kwantem pola skalarnego nadającego masę. Wielokrotnie nagradzany, m.in. Medalem Diraca i Nagrodą Wolfa z fizyki w 2004. W 2013 otrzymał wraz z François Englertem Nagrodę Nobla w dziedzinie fizyki za przewidzenie teoretyczne i potwierdzenie doświadczalne istnienia bozonu Higgsa, a przez to za wkład w zrozumienie istoty masy materii.
Laureat Nagrody Sakurai przyznawanej przez Amerykańskie Towarzystwo Fizyczne (APS) teoretykom cząstek elementarnych. Laureat Medalu Copleya.